# Belinda (vệ tinh)
Belinda là một vệ tinh vòng trong của Sao Thiên Vương. Nó được phát hiện từ các bức ảnh chụp bởi tàu Voyager 2 vào ngày 13 tháng 1 năm 1986 và được đặt cho một danh xưng tạm thời là S/1986 U 5. Vệ tinh này được đặt theo tên của nữ anh hùng trong bài thơ The Rape of the Lock của Alexander Pope. Nó còn có tên định danh là Uranus XIV.
Belinda nằm trong nhóm vệ tinh Portia, gồm có Bianca, Cressida, Desdemona, Portia, Juliet, Cupid, Rosalind và Perdita. Các vệ tinh này có quỹ đạo và tính chất trắc quang tương tự nhau. Ngoài những đặc điểm như quỹ đạo, bán kính 45 km và suất phản chiếu hình học là 0,08, hầu như con người không còn biết gì về vệ tinh này.
Trong các bức ảnh chụp của Voyager 2, Belinda xuất hiện như một vật thể thuôn dài với trục chính hướng về phía Sao Thiên Vương. Trục ngắn của nó có kích thước bằng 0,5 ± 0,1 lần trục dài. Bề mặt của nó có màu xám.
Belinda và Cupid nhiều khả năng sẽ là cặp vệ tinh đầu tiên trong hệ thống các vệ tinh vòng trong của Sao Thiên Vương va chạm với nhau, ước tính sau khoảng 100.000 năm tới 10 triệu năm tùy thuộc vào mật độ các vệ tinh trong nhóm Portia, do tương tác cộng hưởng với vệ tinh nhỏ hơn nhiều là Cupid.